# Арђетоаја (Долж)
Арђетоаја (рум. Argetoaia) насеље је у Румунији у округу Долж у општини Арђетоаја. Oпштина се налази на надморској висини од 158 m.

## Становништво
Према подацима из 2002. године у насељу је живело 4903 становника, од којих су сви румунске националности.

### Хронологија
| Година       | 1992 | 1993 | 1994 | 1995 | 1996 | 1997 | 1998 | 1999 | 2000 | 2001 | 2002 | 2003 | 2004 | 2005 | 2006 | 2007 | 2008 | 2009 | 2010 | 2011 | 2012 | 2013 | 2014 | 2015 | 2016 | 2017 |
| ------------ | ---- | ---- | ---- | ---- | ---- | ---- | ---- | ---- | ---- | ---- | ---- | ---- | ---- | ---- | ---- | ---- | ---- | ---- | ---- | ---- | ---- | ---- | ---- | ---- | ---- | ---- |
| Становништво | 5280 | 5184 | 5159 | 5076 | 4934 | 4869 | 4918 | 4908 | 4950 | 4947 | 4892 | 4895 | 4893 | 4862 | 4821 | 4774 | 4715 | 4688 | 4680 | 4678 | 4677 | 4662 | 4624 | 4607 | 4591 | 4579 |